# Gustavo Dudamel
Gustavo Adolfo Dudamel Ramírez (Barquisimeto (Lara), 26 januari 1981) is een Venezolaans dirigent.

## Levensloop
Gustavo Dudamel begon met vioolspelen toen hij tien jaar oud was. Hij studeerde aan het Jacinto Lara Conservatorium, waar hij les kreeg van José Luis Jiménez. Later studeerde hij bij José Francisco del Castillo aan de Latijns-Amerikaanse Vioolacademie.
In 1995 begon hij zijn studie dirigeren, eerst bij Rodolfo Saglimbeni, later bij José Antonio Abreu. In 1999 werd hij benoemd als chef-dirigent van het Orquesta Sinfónica Simón Bolívar, het nationaal jeugdorkest van Venezuela. In 2004 won Dudamel het eerste dirigentenconcours van de Bamberger Symphoniker.
In 2005 debuteerde Dudamel bij het Philharmonia Orchestra, het Israëlisch Philharmonisch Orkest en het Los Angeles Philharmonic Orchestra en tekende hij een contract bij Deutsche Grammophon. In 2006 was hij gastdirigent bij het City of Birmingham Symphony Orchestra en de Staatskapelle Dresden. In november van 2006 debuteerde hij in La Scala in Milaan met Don Giovanni. Op 10 september 2007 dirigeerde hij voor het eerst de Wiener Philharmoniker, en in maart 2008 volgde het San Francisco Symphony Orchestra.
Vanaf het seizoen 2007-2008 is hij de chef-dirigent van het Göteborg Symfonieorkest. Hij is nog steeds chef-dirigent van het Orquesta Sinfónica Simón Bolívar. Vanaf het seizoen 2009-2010 is hij eerste dirigent van het Los Angeles Philharmonic.
Op 16 april 2007 dirigeerde Gustavo Dudamel het Stuttgarter Radio-Symphonieorchester op een concert ter ere van de 80e verjaardag van Paus Benedictus XVI, met Hilary Hahn als solist op de viool. De paus was samen met diverse hooggeplaatste functionarissen van de Rooms-Katholieke Kerk aanwezig. In mei 2009 maakte Dudamel zijn debuut bij het Koninklijk Concertgebouworkest. Hij maakte met dit orkest een korte tournee naar Duitsland en Luxemburg. Op 1 januari 2017 dirigeerde hij het Nieuwjaarsconcert van de Wiener Philharmoniker in de Wiener Musikverein.
In 2019 kreeg Dudamel een ster op de Hollywood Walk of Fame.

## Discografie

### Dvd's
| Muziek-dvd met eventuele hitnotering(en) in de Nederlandse Muziek Dvd Top 30 | Datum van verschijnen | Datum van binnenkomst | Hoogste positie | Aantal weken | Opmerkingen               |
| ---------------------------------------------------------------------------- | --------------------- | --------------------- | --------------- | ------------ | ------------------------- |
| Neujahrskonzert 2017                                                         | 2017                  | 04-02-2017            | 2               | 6            | met Wiener Philharmoniker |

## Noot
1. ↑  https://www.ccma.cat/324/pau-dones-medalla-dor-al-merit-en-belles-arts-a-titol-postum/noticia/3068899/.
2. ↑  https://arts.mit.edu/mcdermott/recipients/.
3. ↑  https://www.amacad.org/new-members-2023; geraadpleegd op: 20 april 2023.
4. ↑  Pope marks 80th birthday with concert, The Boston Globe, 16 april 2007

- Bibsys: 6088063
- Bibliothèque nationale de France: cb151193874 (data)
- CiNii: DA15880087
- Gemeinsame Normdatei: 133898229
- International Standard Name Identifier: 0000 0001 1086 1072
- Library of Congress Control Number: no2006093465
- MusicBrainz: 4c8702d6-86f9-4ef0-a9ee-08042481c542
- Bibliotheek van het Japanse parlement: 001091966
- Nationale Bibliotheek van Tsjechië: xx0086773
- Nationale Bibliotheek van Israël: 987007351651205171
- Nationale Bibliotheek van Polen: a0000002711042
- Système universitaire de documentation: 159639670
- Virtual International Authority File: 119576191
- WorldCat: E39PBJpYBWg6kVJT4TRbPcrH4q